# هرگز رهایم مکن
هرگز رهایم مکن (به انگلیسی: Never Let Me Go) رمانی نوشته کازوئو ایشی‌گورو نویسنده ژاپنی- بریتانیایی است که در سال ۲۰۰۵ منتشر شد. این رمان در همان سال نامزد جایزه بوکر و در سال ۲۰۰۶ نامزد جایزه آرتور سی کلارک شد. مجله تایم نیز آن را به عنوان بهترین رمان سال ۲۰۰۵ برگزید و آن را در لیست ۱۰۰ رمان برتر انگلیسی زبان، از سال ۱۹۲۳ تا ۲۰۰۵ قرار داد. در سال ۲۰۱۰ این رمان به کارگردانی مارک رومانک، با همین نام از سوی هالیوود نیز دستمایه اقتباس سینمایی قرار گرفت.

## داستان
کتی اچ سی و یک ساله داستان زندگیش را برای ما روایت می‌کند. کتی، تامی و روت دانش آموزان مدرسهٔ شبانه‌روزی نامعمولی به نام هیلشم هستند. در هیلشم دانش آموزان فقط به یادگیری و آفرینش هنرهایی مثل نقاشی، سفال‌گری و کاردستی می‌پردازند و بر سلامتی بچه‌ها نظارت شدیدی اعمال می‌شود. همچنان‌که کتی داستان بزرگ شدن خودش و دوستانش، عشق ناگفته‌اش به تامی و دوستی پر فراز و نشیبش با روت را پیش می‌برد، ما هم به آهستگی پی به حقیقت وجود این بچه‌ها می‌بریم.این دانش آموزان هیلشم به گونه ای هستند که متولد شده اند تا اعضای بدن خود را اهدا کنند و به تدریج بمیرند.انها ابتدا قبل از اهدای عضو مددکار می شوند.
این اثر ایشی گورو، رمان تکان‌دهنده‌ای است آکنده از احساس شکنندگی انسان معاصر، خاطرات به یادماندنی شخصیت‌هایی که رفته‌رفته به حقیقت دوران کودکی به ظاهر شاد و نیز آینده خود پی می‌برند. 
ایده این کتاب بر محوریت همه ما می‌میریم، اما باید طوری زندگی کنیم که گویی جاودانه‌ایم. گاهی نمی‌توان سرنوشت خود را پذیرفت و همیشه به دنبال راه فرار بود؛ نه‌فقط به دلیل میل به ادامه زندگی، بلکه برای گریز از اندوه و تنهایی ناشی از مرگ.
این کتاب توسط نشر افق با ترجمه ی مهدی غبرایی به چاپ رسیده است.همچین ترجمه ی دیگری از سهیل سمی هم موجود است.فیلمی هم در سال ۲۰۱۰ با همین نام ساخته شده است.